# Catedral de San Patricio (Karachi)
La Catedral de San Patricio es una catedral católica  ubicada en la ciudad de Karachi, Pakistán que es la sede del arzobispo de la Arquidiócesis de Karachi; ubicada sobre la Shahrah-e-Iraq, antes conocida como Clarke Street, se encuentra cerca al Empress Market.
La primera iglesia construida en Sind (excepto por una que tal vez fue construida en Thatta) fue construida en donde está la actual catedral y llamada en honor a san Patricio. Fue en 1881 que la actual catedral fue abierta, pues la comunidad católica local aumentó en número y se hizo necesario construir una iglesia más espaciosa. A pesar de haber sido construido un nuevo edificio, diseñado por tres jesuitas, el antiguo dejó de funcionar sólo en 1885 al ser destruido por una tormenta.